# Blake Ahearn
Blake Ahearn (St. Louis, Misuri, 27 de mayo de 1984) es un entrenador y exjugador de baloncesto estadounidense que jugó tres temporadas en la NBA. Con 1,88 metros de estatura, lo hacía en la posición de escolta.

## Trayectoria como jugador

### Universidad
Jugó durante cuatro temporadas con los Bears de la Universidad de Missouri State, en las que promedió 13,8 puntos, 1,8 asistencias y 1,7 rebotes por partido. Fue elegido en sus dos últimas temporadas en el mejor quinteto de la Missouri Valley Conference, logrando además el récord absoluto de la NCAA en tiros libres, con un porcentaje del 94,6% (435 de 460).

### Profesional
En 2007 ficha por los Dakota Wizards de la NBA D-League, consiguiendo esa temporada un 96% en tiros libres y un 43,9% en tiros de tres, promediando 19,0 puntos y 3,5 asistencias, lo que hizo que fuera elegido rookie del año e incluido en el segundo mejor quinteto de la liga. Entremedias, firmó un contrato de 10 días con Miami Heat de la NBA a causa de las bajas que sufrió el equipo debido a las lesiones.
Jugó posteriormente en San Antonio Spurs, regresando a la D-League para jugar con Austin Toros y de nuevo en Dakota. En 2009 fichó por el CB Estudiantes de la liga ACB. El 20 de diciembre de ese mismo año se anuncia su marcha del club por motivos personales siendo sustituido por Chris Lofton. Tras acabar la temporada en D-League con dos equipos diferentes, en 1 de agosto de 2010 vuelve a Europa fichando por el Teramo Basket en Italia. El 10 de abril de 2012 firma un contrato de 10 días con Utah Jazz.
En septiembre de 2012 ficha por los Indiana Pacers. Pero el 22 de octubre, sin llegar a debutar, es cortado por los Pacers.
En diciembre de 2012, decide firmar con los Dongguan Leopards de la CBA.
El 12 de agosto de 2013, firma con el Budivelnyk Kyiv ucraniano.
El 18 de diciembre de 2014, se marcha a Capitanes de Arecibo de la BSN de cara a la temporada 2015. Sin embargo, dejó el club en febrero de 2105 tras disputar únicamente 3 encuentros.
El 11 de marzo de 2015 fue adquirido por los Santa Cruz Warriors de la G League. El 26 de abril se proclama campeón.

### Selección nacional
En 2011 fue convocado por la selección de Estados Unidos para disputar los Juegos Panamericanos que se celebraron en Guadalajara (México), donde obtuvieron la medalla de bronce.

### Entrenador
Tras un par de años de dirigir a equipos juveniles en escuelas secundarias, Ahearn se desempeñó como entrenador de los Austin Spurs desde 2017 hasta 2020. 
Luego se incorporó al cuerpo de entrenadores de los Memphis Grizzlies en calidad de asistente.

## Estadísticas de su carrera en la NBA

### Temporada regular
| Año     | Equipo      | PJ | PT | MPP  | %TC  | %3P  | %TL   | RPP | APP | ROB | TPP | PPP |
| ------- | ----------- | -- | -- | ---- | ---- | ---- | ----- | --- | --- | --- | --- | --- |
| 2007–08 | Miami       | 12 | 0  | 14.8 | .263 | .294 | .968  | 1.6 | 1.6 | .5  | .0  | 5.8 |
| 2008–09 | San Antonio | 3  | 0  | 6.3  | .333 | .500 | 1.000 | .3  | .7  | .3  | .0  | 2.7 |
| 2011–12 | Utah        | 4  | 0  | 7.5  | .286 | .222 | .000  | .5  | .3  | .0  | .0  | 2.5 |
| Total   | Total       | 19 | 0  | 11.9 | .273 | .298 | .970  | 1.2 | 1.2 | .4  | .0  | 4.6 |

### Playoffs
| Año   | Equipo | PJ | PT | MPP | %TC  | %3P   | %TL  | RPP | APP | ROB | TPP | PPP |
| ----- | ------ | -- | -- | --- | ---- | ----- | ---- | --- | --- | --- | --- | --- |
| 2012  | Utah   | 3  | 0  | 2.7 | .667 | 1.000 | .000 | .0  | .7  | .0  | .0  | 1.7 |
| Total | Total  | 3  | 0  | 2.7 | .667 | 1.000 | .000 | .0  | .7  | .0  | .0  | 1.7 |